# Liphistius isan
Liphistius isan is een spinnensoort uit de familie Liphistiidae. De soort komt voor in Thailand.